# 日立警察署
日立警察署（ひたちけいさつしょ）は、茨城県警察が管轄する警察署の一つである。
署長は警視。

## 所在地
- 茨城県日立市本宮町4丁目17番1号

## 管轄区域
- 日立市

## 沿革
- 1874年（明治7年） - 助川警察署出張所
- 1920年（大正9年） - 助川警察署に昇格
- 1925年（大正14年） - 日立警察署と改称
- 1994年（平成6年） - 現庁舎建設

## 組織
- 署長
- 副署長
- 警務課
  - 警務係
  - 総合相談係
  - 被害者支援係
- 会計課
- 留置管理課
  - 看守係
- 地域課
  - 自動車警ら係
- 生活安全課
  - 銃刀係
- 刑事課
  - 盗犯係
  - 鑑識係
- 交通課
  - 企画・安全係
  - 事故捜査係
- 警備課

## 交番
- 鮎川町交番 - 日立市鮎川町4丁目7-10
- うさぎ平交番 - 日立市会瀬町4丁目15-5
- 大みか交番 - 日立市大みか町2丁目23-14
- 久慈交番 - 日立市久慈町1丁目3-23
- 十王駅前交番 - 日立市十王町友部東1丁目2-22
- 多賀駅前交番 - 日立市多賀町1丁目371
- 日高交番 - 日立市日高町3丁目22-4
- 日立駅前交番 - 日立市平和町1丁目1-6

## 駐在所
- 高原駐在所 - 日立市十王町高原402-7
- 東河内駐在所 - 日立市東河内町1942

## 主な事件
- 日立妻子6人殺害事件 - 2017年（平成29年）10月6日に管内の日立市田尻町二丁目で発生[1]。